# Malšín
Malšín (en allemand : Malsching) est une commune du district de Český Krumlov, dans la région de Bohême-du-Sud, en République tchèque. Sa population s'élève à 173 habitants en 2020.

## Géographie
Malšín se trouve à 16 km au sud de Český Krumlov, à 37 km au sud-sud-ouest de České Budějovice et à 156 km au sud de Prague.
La commune est limitée par Světlík, Bohdalovice et Větřní au nord, par Rožmitál na Šumavě à l'est, par Rožmberk nad Vltavou et Vyšší Brod au sud, et par Frymburk à l'ouest.

## Histoire
La première mention écrite du village date de 1339[réf. nécessaire].

## Administration
La commune se compose de deux quartiers :
- Malšín
- Ostrov